# Bergskäret
Bergskäret is een Zweeds eiland dat behoort tot de Pite-archipel. Voorheen bestond het eiland uit twee aparte delen: Bergskäret en het zuidelijker gelegen Bergskäretgrundet. "Grundet" (ondiepte) is inmiddels samengegroeid met het hoofdeiland. Beide delen van het eiland zijn begroeid, met uitzondering van het gedeelte dat de twee voormalige eilanden met elkaar verbindt. Er is geen oeververbinding naar het eiland en er staan enkele zomerhuisjes. Het eiland is een beschermd gebied voor vogels en is tussen 1 mei en 31 juli niet toegankelijk voor bezoekers.
Eiland: Baggen · Baljan · Bergön · Bergskäret · Bergvättingen · Berkön · Bondökallarna · Bondökallrevet · Bondön · Bursfjärdgrundet · Degerbergsgrundet · Djupgrunden · Döman · Fårön (Piteå) · Fårön (Trundön) · Fjärdvättingen · Fjuksören · Fjuksörrevet · Flottgrunden · Fördärvet · Furuholmen · Görjeskäret · Gråsjähällan · Gråsjälen · Gråsjälgrundet · Grundkallen · Grytan · Guldsmeden · Hällen · Hällskäret · Hällskärsgrundet · Halsören · Hamngrunden · Hamnholmen · Hamnviksgrundet · Hans-Persagrundet · Haraholmsrevet · Huvan · Innersten Bondökallen · Innerstholmen-Bastaholmen · Inre Mjoögrunden · Inre Mörögrundet · Jävre Sandön · Jävreholmen · Klacken · Klemmeten · Klemmetgrundet · Klingergrundet · Klingergrundsrevet · Klinten · Kluntarna · Kluntbrotten · Krokamargit · Lakakallarna · Långörarna · Lappskatagrundet · Lavholmen · Lellrevet · Lill Björn · Lill Rönnskär · Lillhörun · Lill-Leskäret · Lill-Räbben · Lill-Renörarna · Lillrevet · Lill-Sandögrundet · Lill-Sandskäret · Lill-Svinören · Lönngrundet · Lövgrundet · Malen · Malkallen · Medgrundet · Medgrundsrevet · Mellerstön · Mitten Bondökallen · Mjoön · Mörgrundet · Mosesholmen · Näsgrundet · Nörd-Fårön · Nörd-Haraholmen · Nörd-Mörön · Norra revet · Nötögrundet · Nötön · Ol-Svensakallen · Ol-Svensastenarna · Orrskäret · Orrskärsgrundet · Orrskärsrevet · Örsgrönnan · Patta Peken · Peken · Pitholmen · Pultvikhällan · Rävagrundet · Renön · Renskär · Renskärsrevet · Ringelrevet · Sandöklubben · Sandön · Sandskärsgrundet · Sandskärshörn · Skabbgrundet · Skottgrundet · Sladagrunden · Smågrunden · Söran · Sör-Fårön · Sör-Haraholmen · Spaningsören · Stenskäret · Stor Dödmannen · Storfjärdsgrunden · Storgrundet · Storhörun · Stor-Leskäret · Stor-Räbben · Stor-Renörarna · Storrevet · Stor-Sandskäret · Storstenen · Storstenrevet · Stor-Svinören · Tallskäret · Timmermannen · Trundön · Trutgrundet (Bergön) · Trutgrundet (Bondön) · Tvarun · Vargön · Västra revet · Vidvästern · Vorrskärsgrundet · Yttersten Bondökallen · Ytterstholmen · Yttre Degerstensgrundet · Yttre Mjoögrunden · Yttre Mörögrundet · Yxvättingen
Ondiepte: Storstengrundet